# Provincia Brindisi
Brindisi este o provincie în regiunea Puglia în Italia.